# Maulburg
Maulburg est une commune allemande en Bade-Wurtemberg, située dans le district de Fribourg-en-Brisgau.

## Jumelage
- Saint-Loup-sur-Semouse (France) depuis 1982